# Mut (deessa egípcia)

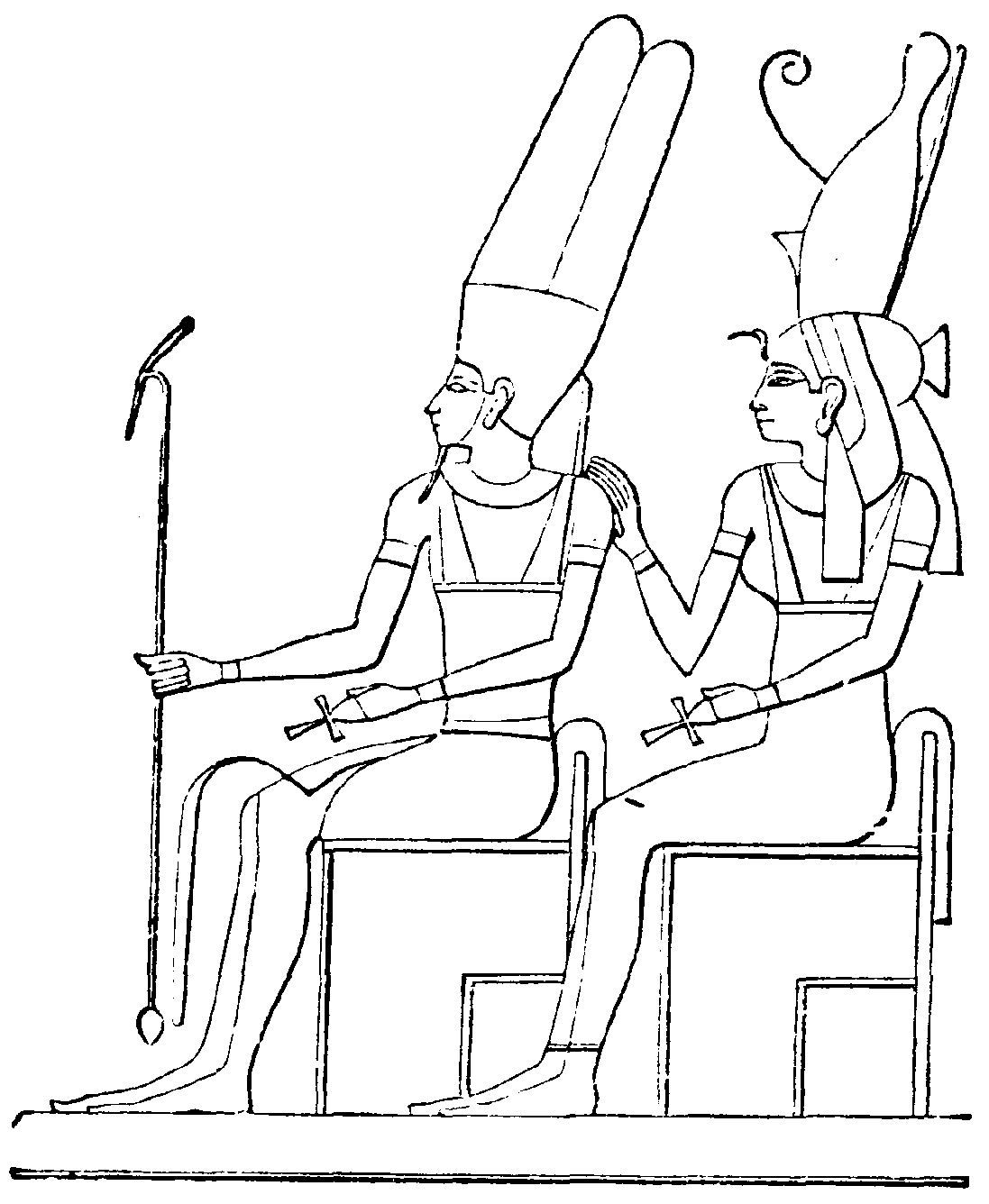
Amon i Mut

Mut (també escrit Maut) o Mout, que en antic egipci significa mare, era la deessa mare i del cel a l'antic Egipte. El seu equivalent en mitologia grega és Hera. Era molt venerada durant l'Imperi Nou. El seu principal centre de culte es troba a Karnak, al temple d'Isheru, al costat del temple d'Amon, però també a Hut-Mu, Tanis, Sais, i als oasis de Jarga i de Dajla. Com a deessa mare, era una dona amb la Doble corona, un tocat format per un voltor i l'ureus i porta un ceptre de papir i un ankh.
Des de la dinastia XVIII de l'Imperi Nou, el seu culte va adquirir importància, substituint a Tebes a la deessa Amonet com a esposa d'Amon i formant part de la triada tebana: Amon, Mut i Khonsu. És invocada al Llibre dels Morts, per evitar que el difunt es descompongui.

## Noms teòfors
El seu nom apareix en el de Nefertari, esposa de Ramsès II, como Meriten-Mut "amada de Mut".
També en el de Senmut (arquitecte de Hatshepsut)
i en el de Mutnedymet (Gran Esposa Reial de Horemheb)
| G14&t | \| \| | G14 | t · H8 | B1 |
|       |       |     |        |    |

|  |

| G14&t | \| \| | G14 | t · H8 | B1 |
|       |       |     |        |    |

|  |